# Pier Arts Centre
Pier Arts Centre er et kunstgalleri og museum i Stromness på Orkneyøerne, Skotland. Det blev etableret i 1979 for at huse en vigtig samling af kunst, der var blevet doneret til at blive "varetaget af Orkenyøerne" fra forfatter, fredsaktivist og filantrop Margaret Gardiner (1904–2005). Udover den permanente samling har museet også skiftende udstillinger i løbet af året.

## Kunstnere
- Roger Ackling
- Robert Adams
- Kenneth Armitage
- Adam Barker-Mill
- Wilhelmina Barns-Graham
- Julius Bissier
- Sandra Blow
- Martin Boyce
- Michael Broido
- Stanley Cursiter
- Alan Davie
- Robyn Denny
- Katy Dove
- Olafur Eliasson
- Ian Hamilton Finlay
- Lesley Foxcroft
- Mark Francis
- Terry Frost
- Naum Gabo
- William Gear
- Robin Gillanders
- Douglas Gordon
- Barbara Hepworth
- Patrick Heron
- Roger Hilton
- Callum Innes
- Alan Johnston
- Anish Kapoor
- Peter Lanyon
- Bet Low
- Camilla Low
- Steven MacIver
- F E McWilliam
- Margaret Mellis
- Garry Fabian Miller
- Mary Newcomb
- Ben Nicholson
- Simon Nicholson
- Eduardo Paolozzi
- Serge Poliakoff
- Alan Reynolds
- Ragna Robertsdottir
- Eva Rothschild
- Ian Scott
- William Scott
- Sean Scully
- Ross Sinclair
- Margaret Tait
- Italo Valenti
- Keith Vaughan
- Alfred Wallis
- John Wells
- Sylvia Wishart